# Antepipona excelsa
Antepipona excelsa är en stekelart som beskrevs av Giordani Soika 1982. Antepipona excelsa ingår i släktet Antepipona och familjen Eumenidae. Utöver nominatformen finns också underarten A. e. palida.